# Vaux-lès-Mouzon
Vaux-lès-Mouzon település Franciaországban, Ardennes megyében. Lakosainak száma 72 fő (2022. január 1.). Vaux-lès-Mouzon Carignan, Euilly-et-Lombut, Malandry, Sailly, Moulins-Saint-Hubert, Autréville-Saint-Lambert és Mouzon községekkel határos.

## Népesség
A település népessége az elmúlt években az alábbi módon változott:
| Lakosok száma | 130  | 90   | 81   | 84   | 88   | 83   | 73   | 70   | 69   | 72   |
|               | 1968 | 1982 | 1990 | 2006 | 2013 | 2015 | 2017 | 2019 | 2020 | 2022 |